# Lejogaster
Lejogaster is een vliegengeslacht uit de familie van de zweefvliegen (Syrphidae).

## Soorten
- L. metallina

Gewoon glimlijfje (Fabricius, 1781)
- L. tarsata

Moerasglimlijfje (Meigen, 1822)